# François Loos
François Loos (ur. 24 grudnia 1953 w Strasburgu) – francuski polityk, były wiceminister w kilku gabinetach i lider Partii Radykalnej, parlamentarzysta, prezydent agencji ADEME.

## Życiorys
Absolwent École polytechnique w Paryżu. Odbył też studia podyplomowe z zakresu matematyki. Pracował jako inżynier w różnych firmach we Francji i w Niemczech. W 1984 pełnił funkcję technicznego doradcy Pierre’a Pflimlina, ówczesnego przewodniczącego Parlamentu Europejskiego. Zatrudniony później w koncernie Rhône-Poulenc, na początku lat 90. był dyrektorem generalnym grupy Lohr S.A.
Zaangażował się także w działalność polityczną w ramach Partii Radykalnej, wchodzącej w skład Unii na rzecz Demokracji Francuskiej. W 1995 został sekretarzem krajowym PR, a w 1999 pierwszym wiceprzewodniczącym UDF.
Od 1992 do 2010 zasiadał nieprzerwanie w radzie regionalnej Alzacji, pełnił funkcję jej wiceprzewodniczącego. W 1993 po raz pierwszy uzyskał mandat posła do Zgromadzenia Narodowego. W wyborach w 1997 i 2002 skutecznie ubiegał się o reelekcję w departamencie Dolny Ren.
W latach 1999–2003 przewodniczył Partii Radykalnej. Przed wyborami prezydenckimi w 2002 doprowadził do poparcia przez swoje ugrupowanie ubiegającego się o reelekcję Jacques'a Chiraca, pomimo kandydowania lidera całej UDF, François Bayrou. Wkrótce wraz z radykałami opuścił centrystów, przystępując do Unii na rzecz Większości Prezydenckiej. Za jego przewodnictwa Partia Radykalna uzyskała status stronnictwa stowarzyszonego z Unią na rzecz Ruchu Ludowego, przystąpiła do niej też grupa znanych polityków (w tym Serge Lepeltier i Jean-Louis Borloo).
Od 2002 do 2007 François Loos sprawował urząd ministra delegowanego. W gabinetach Jeana-Pierre'a Raffarina początkowo odpowiadał za szkolnictwo wyższe i badania naukowe, następnie za handel zagraniczny. W rządzie Dominique'a de Villepin powierzono mu tożsame stanowisko ds. przemysłu. W 2007 powrócił do pracy w parlamencie, uzyskując mandat deputowanego na kolejną kadencję. Ze Zgromadzenia Narodowego odszedł w 2011, obejmując stanowisko prezydenta ADEME (Agence de l'environnement et de la maîtrise de l'énergie), agencji środowiska i zarządzania energią.